# A legjobb részek (Lost)
2007. május 16-án került először adásba az amerikai ABC csatornán a sorozat 69. részeként. Edward Kitsis és Adam Horowitz írta, és Stephen Williams rendezte. Az epizód középpontjában Charlie Pace áll.

## Ismertető
|  | Alább a cselekmény részletei következnek! |

### Visszaemlékezések (Legnagyobb slágerek)
Charlie visszaemlékszik élete 5 legboldogabb eseményére, és leírja egy papírra.
"#5: Az első alkalom, hogy hallottam magamat a rádióban" – Charlie, Liam, és a Drive Shaft többi tagja lerobban az autójával Clitheroe-ban. Charlie panaszkodni kezd. Azt mondja, már elege van a bandából, és ideje lenne kilépni belőle. Ebben a pillanatban, az autó rádiójában felcsendül a "You All Everybody", az együttes legsikeresebb száma. A Drive Shaft négy tagja önfeledten ünnepli ezt meg, és Charlie meggondolja magát a bandával kapcsoltban.
"#4: Apa megtanított úszni a Butlins-ban" – Charlie gyerekkorában együtt nyaral a családjával a Butlin's Holiday Camp-ben. Az úszómedencénél Charlie apja, Simon, megpróbálja rávenni fiát, hogy ugorjon be a vízbe, hiszen nem kell félnie, mert ő úgyis el fogja kapni. Liam persze próbálja elbátortalanítani félős kisöccsét, és azt mondja, az apjuk hazudik. Charlie elszánja magát, és közelebb lép a medencéhez. Közben a háttérben egy gyermekhang hallható, amint azt mondja, „Gyere, menjünk már! Desmond!” Charlie beugrik a vízbe, és miután egy kis időre elmerül, apja megfogja és segít neki az úszásban.
"#3: A karácsony, amikor Liam nekem adta a gyűrűt" – Charlie egy karácsony reggelen Helsinkiben, Finnországban ébred fel egy szobában. Két nő fekszik mellette. Liam belép a szobába, és gratulál Charlie-nak amiért sikerült felszednie őket. Ezután, odaadja neki a DS felirattal díszített gyűrűt, ami már régóta öröklődött a Pace családban. Charlie nem akarja elfogadni, de Liam ragaszkodik hozzá, mert úgy véli, nem fogja megérni még a 30 éves kort sem, és nem akarja, hogy a gyűrű rossz kezekbe kerüljön. Arra kéri Charliet, ha majd egyszer lesz egy gyereke, adja neki a gyűrűt. Charlie végül elfogadja a gyűrűt.

Charlie Nadia-val

"#2: Egy nő Covent Garden-en kívül hősnek nevezett" – Charlie egy utcasarkon a "Wonderwall"-t énekli és játssza a gitárján, hogy pénzt szerezzen. Mivel az eső elkezd esni, Charlie összecsomagol és elindul hazafelé. Egy sikátorban észrevesz egy nőt, Nadiat-t, akit megtámadott egy férfi. Charlie elzavarja a férfit. Nadia megköszöni neki a segítséget. Elmondja, hogy már hárman mentek el a sikátor előtt, de egyikük sem segített rajta. Hősnek nevezi Charliet tettéért. Arra ösztönzi, soha ne hagyja, hogy bárki is lebecsülje őt.
"#1: A nap, amikor találkoztunk" – A 815-ös repülőgépjárat lezuhanásának éjszakáján Charlie észreveszi az akkor Aaron-nal terhes Claire-t és odaadja neki a takaróját, hiszen mint mondja, két embert kell egyszerre melegen tartania vele. Tréfálkozva megkérdezi Claire-től, ez-e az első repülőgép-szerencsétlensége, majd biztosítja őt róla, hogy hamarosan helikopterekkel jönnek a megmentésükre. Kapcsolatuk ebben a pillanatban veszi kezdetét.

### Valós idejű történések (92. nap)
|  | Itt a vége a cselekmény részletezésének! |